# Пловдив (аэропорт)
Международный аэропорт Пловдив (болг. Международно летище Пловдив) (ИАТА: PDV, ИКАО: LBPD) — аэропорт второго по размеру города Болгарии, Пловдива; четвёртый по загруженности в стране после аэропортов Софии, Бургаса и Варны. Также известен под названием Аэропорт Пловдив (Крумово), по названию села в 6 км к юго-востоку от города и автомобильной дороги Пловдив — Асеновград.
С декабря по март (во время зимнего сезона) аэропорт принимает много чартерных рейсов: он расположен недалеко от лыжных курортов Банско, Пампорово и Боровец. Основная часть пассажиров приезжает из Великобритании и России. Аэропорт также играет важную роль при действиях экстренных служб в случае непредвиденных обстоятельств и используется в качестве запасного для самолётов, следующих в аэропорт Софии, который находится почти в 150 км или в 1,5 часах пути по автомагистрали Фракия.

## История
В 1928 году состоялся первый перелёт гражданского самолёта по маршруту София-Пловдив-Ямбол-Варгас. В 1947 году между Софией и Пловдивом началось регулярное авиасообщение. 2 октября 1947 года местная газета «Голос Отечества» сообщила, что за 45 дней было перевезено 1,5 тысячи человек без каких-либо задержек. В мае 1948 года между Софией и Варной также началось авиасообщение, а аэродром Пловдива стал базой для 5-го воздушного полка. Первый коммерческий рейс был совершён авиакомпанией TABSO, которая использовала самолёты SABCA S-2 и Ли-2. В дни Пловдивской международной ярмарки аэропорт обслуживал до 25 самолётов в день.
Начиная со 2 мая 1962 года взлёты и посадки совершались в Пловдиве на авиабазе Граф-Игнатьево к северу от города, а аэропорт подвергся реконструкции. В 1963 году региональная газета «Голос Отечества» опубликовала статью о завершении реконструкции взлётно-посадочной полосы и о планах начать совершать прямые рейсы в Берлин, Москву, Прагу и Вену. Болгары планировали использовать Ил-18, Ту-104 и Ту-114 для этих целей. 13 сентября 1965 года открылся новый терминал, а через год в эксплуатацию ввели новое гудронированное покрытие ВПП для зимних рейсов.
В первые годы аэропорт обслуживал внутренние рейсы в Бургас, Варну, Тырговиште, Русе, Софию и Горну-Оряховицу, совершаемые самолётами Ил-14. В 1970-е годы он начал принимать грузоперевозки Аэрофлота, совершаемые Ил-18, Ан-12 и Ту-154. Всего объём грузоперевозок в 1972 году превысил 5 тысяч тонн. 18 апреля 1978 года в аэропорту приземлился Ил-76 с более чем 40 тоннами груза на борту.
Внутренние рейсы по расписаниям прекратились в 1980 году, однако продолжились зимние чартерные рейсы, вследствие чего пришлось снова переместить технические здания, подстанции для энергообеспечения, диспетчерскую башню и административные объекты. 18 декабря 1982 года впервые произвёл в Пловдиве посадку Ту-134, прибывший чартерным рейсом из Амстердама. Это положило начало новой вехе в истории аэропорта Пловдива. 3 ноября 2010 года здесь же приземлился Boeing 737-800 из лондонского аэропорта Станстед, открыв тем самым годичную серию перелётов из Пловдива в Лондон. С 25 декабря 2009 года снова действует прямое авиасообщение с Москвой.
В 2015 году пассажиропоток составил 103 300 человек.

## Реконструкция

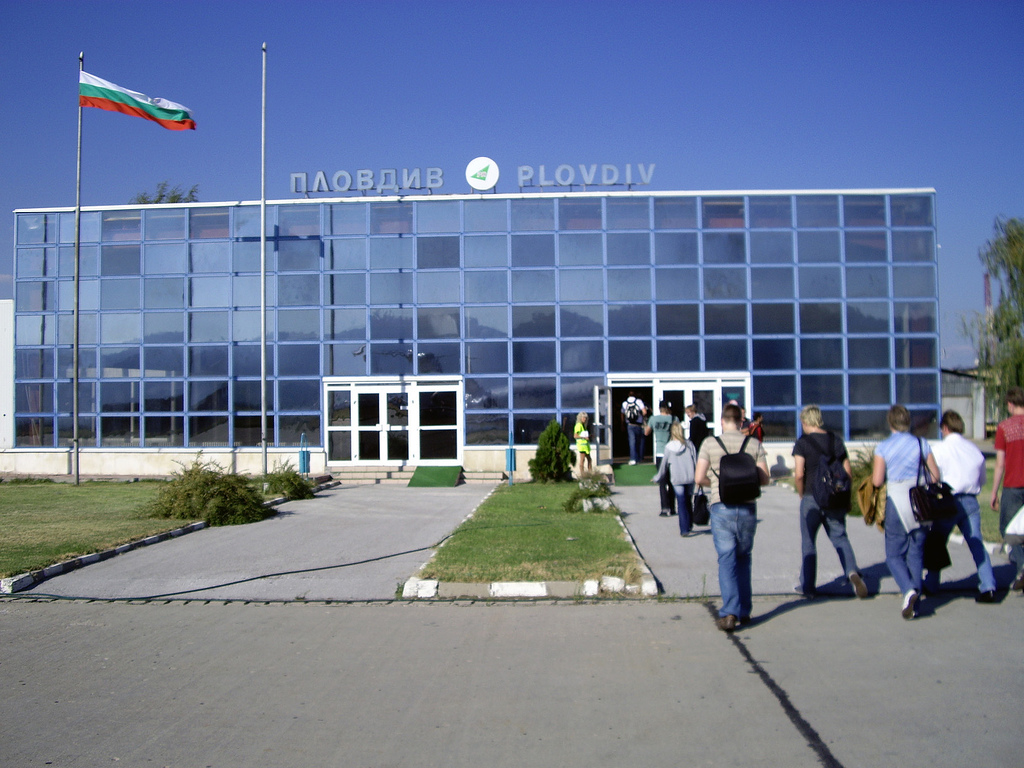
Старый терминал

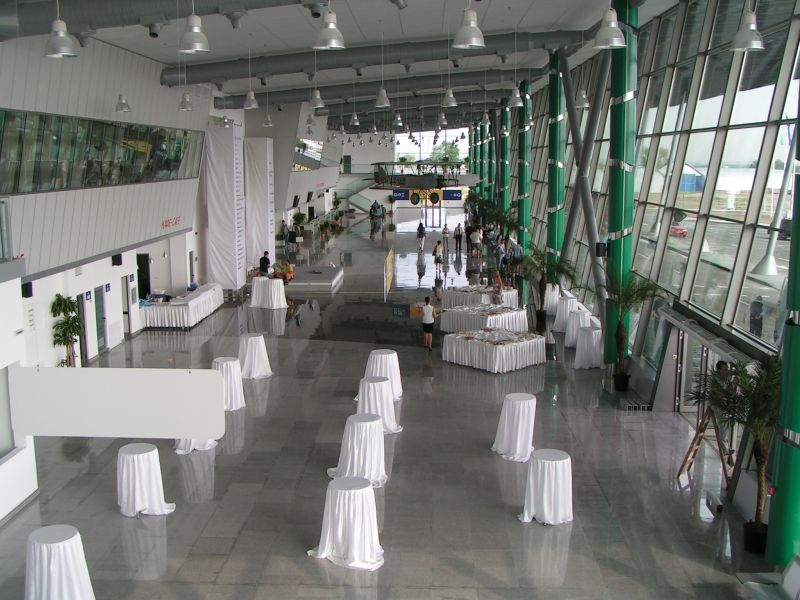
Новый терминал

Владелец аэропорта — государственная компания «Летиште Пловдив ЕАД», также ей принадлежат взлётно-посадочная полоса и перрон, однако терминал является частным владением — 58,08% акций принадлежат Alfa Finance Holding (ранее их владельцем была швейцарская фирма TADO), 41,92% акций — государственной компании «Летиште Пловдив ЕАД». Вследствие этого реконструкция аэропорта была достаточно сложной: споры между владельцами терминала привели к тому, что государство решило построить новый терминал и расширить перрон. В 2009 году началась реконструкция: перрон ещё для шести самолётов проектировался Главболгарстроем, терминал строился местной фирмой. Общая стоимость составила 20 миллионов евро.
1 июля 2009 года был открыт новый пассажирский терминал: площадь 6750 м², 10 пунктов регистрации и 3 выхода, возможность принятия до 1000 пассажиров в час при максимальной нагрузке. По данным британских консультантов Airport Strategy & Marketing, в рейсах в Пловдив после реконструкции интересовались компании Ryanair and Wizz Air.

## Концессия
В 2011 году правительство предприняло попытку заключения концессии, однако та не увенчалась успехом, поскольку не нашлось кандидатов. Весной 2016 года болгарское правительство повторило попытку, открыв тендер на 35 лет владения аэропортом, однако он не соответствовал требованиям Евросоюза. В декабре 2016 года в третий раз был открыт тендер, заявки подали три компании: Silk Road Plovdiv Airport, Consortium Plovdiv Airport и совместная заявка Hainan и Plovdiv Airport Invest. 28 марта 2018 года правительство Болгарии предоставило концессию компании HNA Group и Plovdiv Airport Invest: они стали операторами аэропорта на срок в 35 лет, а также получили инвестиции в размере 79 миллионов евро.

## Другие объекты

### Авиабаза Крумово
В западной части аэропорта находится 24-я вертолётная база ВВС Болгарии, где базируются вертолёты Eurocopter AS 532, Ми-24, Ми-17 и Bell 206.

### Музей авиации Пловдива
Перед авиабазой находится единственный действующий музей авиации в Болгарии, открытый в 1991 году. Его экспонатами являются как самолёты Второй мировой войны, так и самолёты Холодной войны. Коллекция пополняется только за счёт частных пожертвований. До музея можно добраться как на автомобиле, так и на поезде (100 м от ж/д станции Маврудово). Часы работы — с 9:00 до 16:00.

## Авиакомпании и пункты назначения

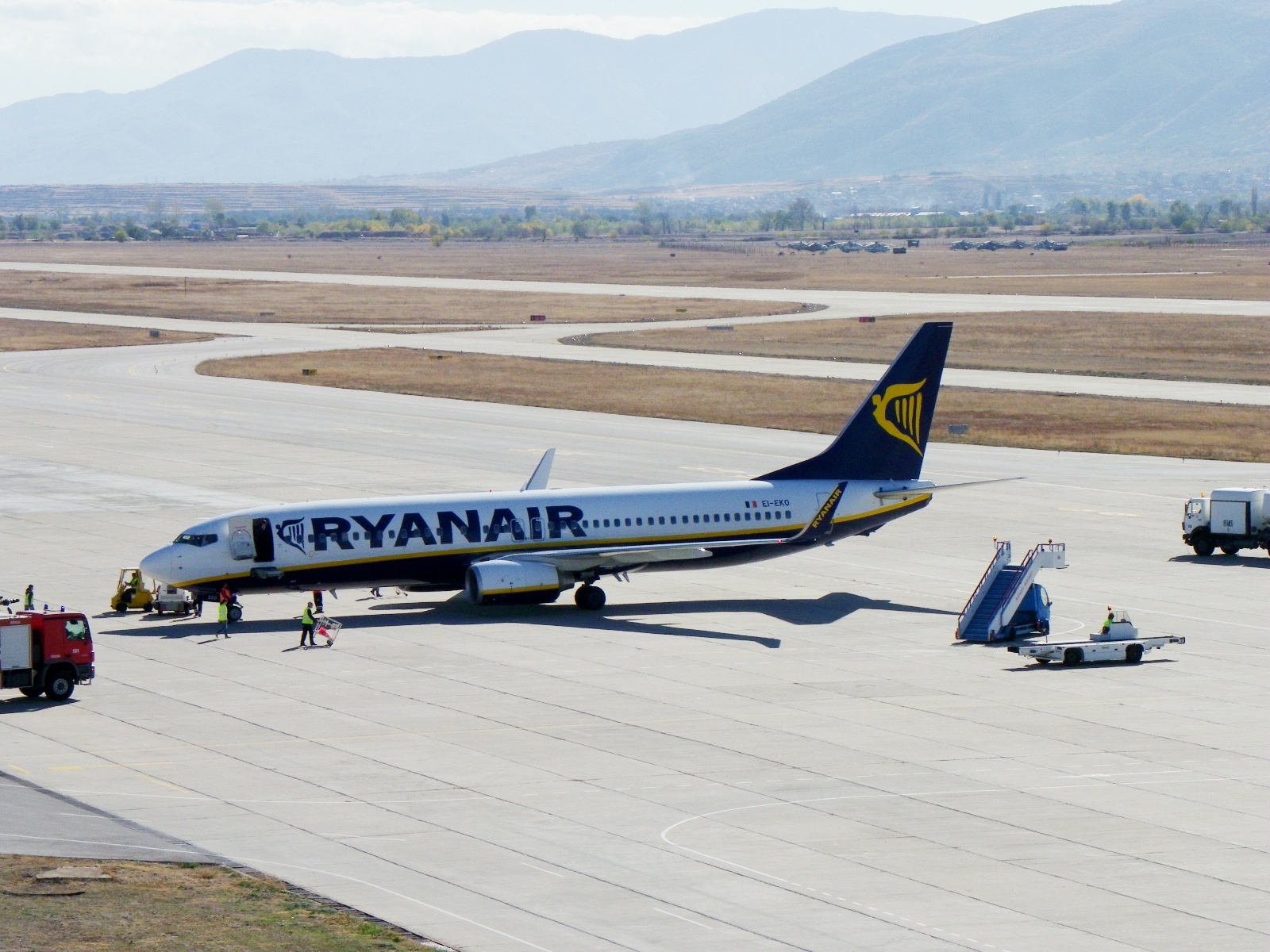
Boeing 737-800 компании Ryanair в аэропорту Пловдива

## Интересные факты
- С 1995 года в аэропорту ежегодно 6 сентября проводится авиафестиваль «Небо для всех» (болг. Небе за всички). В этот день в Болгарии отмечаются и День объединения страны, и день города Пловдив.
- В аэропорту Пловдива проходили съёмки фильма «Неудержимые 2».